# Mark Landin
Mark Landin – część miasta Schwedt/Oder w Niemczech, w kraju związkowym Brandenburgia, w powiecie Uckermark; dawniej gmina wchodząca w skład urzędu Oder-Welse.
Ustawą z 24 marca 2022 brandenburski Landtag zniósł urząd Oder-Welse, a samą gminę włączył w granice Schwedt.